# Schwarza (Leitha)
Schwarza er den ene af Leithas to kildefloder i den østrigske delstat Niederösterreich. Floden er 78 km lang og udspringer i 902 meters højde i passet Rohrer Sattel i Niederösterreichs foralper.
Den flyder gennem Höllentals slugt. I Haderswörth i kommunen Lanzenkirchen løber Schwarza sammen med Pitten og danner derved Leitha. Schwarza er en del af Natura 2000-regionen Nordöstliche Randalpen: Hohe Wand – Schneeberg – Rax.
Schwarza har haft stor økonomisk betydning for træindustrien. Fra 1803 blev tømmer fra skovene på begge sider af Schwarza ledt ned ad Schwarza til Wiener Neustadt, og derefter lastet på prame og transporteret til Wien ad Wiener Neustädter Kanalen. Tidligere blev det lavet til trækul i store ovne. Fra begyndelsen til det midten af det 19. århundrede etableredes flere fabrikker i området, særligt papirmøller.
Schwarza er også blevet anvendt til at producere elektricitet. Hertil blev der bygget flere kanaler langs Schwarza, hvor det meste af Schwarzas vand i dag flyder.
Af de mange papirfabrikker er i dag kun Mayr-Melnhof Karton (MM Karton) i Hirschwang tilbage. Talrige fabrikslukninger prægede såvel arbejds- som det sociale liv i regionen.
Vand fra Schwarzas afvandingsareal benyttes i Wiens drikkevandsforsyning efter at man i 1869-1873 byggede Wiens 1. højkildevandsledning.
47°44′07″N 16°13′29″Ø / 47.7352°N 16.2246°Ø